# Løkken Strand
Løkken Strand er en badestrand ved Jammerbugt og feriebyen Løkken. Stranden er omkring 100 m bred og 10 km lang. Den strækker sig til Grønhøj Strand i syd og til Nørre Lyngby Strand i nord. Stranden er åben for bilkørsel og det er muligt at køre i bil på stranden fra Løkken til Rødhus. Badestranden, der har det blå flag, er i højsæsonen bemandet med livreddere fra TrygFonden Kystlivredning. Langs stranden har der siden 1925 været badehuse, hver sommer står der omkring 500 badehuse langs stranden.

## Popularitet
Sammen med Blokhus Strand er den blandt de mest besøgte badestrande i Nordjylland. En popularitet der for begge strande bl.a. skyldes fin hvid sandkvalitet, høj badevandskvalitet, kun få gopler i vandet, høje klitter, der giver læ, nem adgang i bil og beliggenhed tæt ved populære feriebyer.

## Løkken Mole
Løkken Mole ligger ved adgangsvejen til Løkken by, den giver mulighed for at kystfiskerne kan få deres både ud i havet og op på stranden. Nær molen er et stykke af stranden spærret for biltrafik. På Løkken Strand kan man de fleste dage året rundt købe frisk fisk. Badning fra molen er forbudt pga. stærk understrøm langs molen og lav vanddybde. Badning og udspring fra molen har gennem årerne kostet flere ungersvende livet.